# نور سود دندانسازی

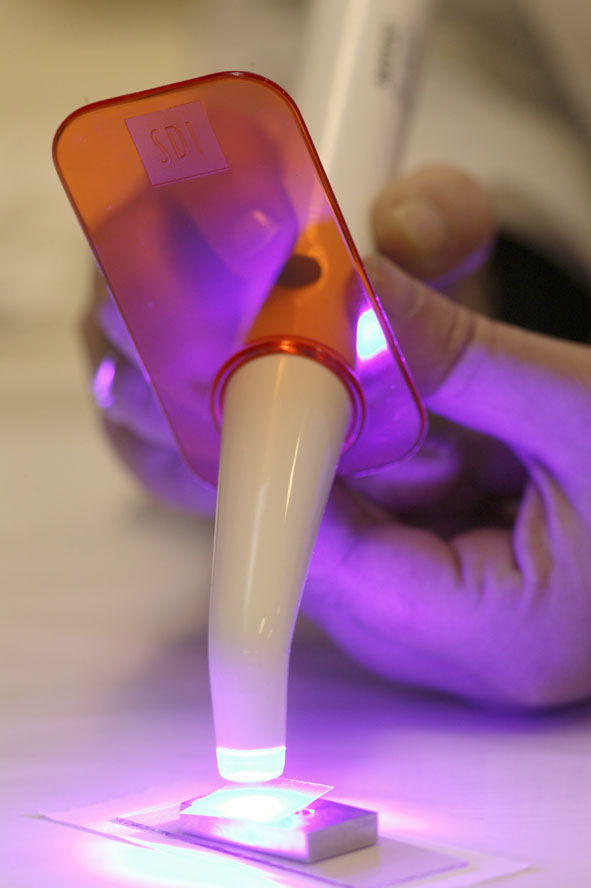
نورسودن یک ماده پرکننده دندانسازی

نور سود دندانسازی یک تجهیز دندانسازی است که برای بسپارش کامپوزیت‌های دندانی پایه رزینی نور سود مورد عمل دارد. این تجهیز را می‌توان برای انواع مختلف مواد دندانسازی که توسط نور سوده می‌شوند بکار آورد. نور این تجهیزات در طیف‌های گسترده‌ای ساطع می‌شود و برای هر نوع دستگاهی متفاوت است. سه نوع نور سود دندانسازی موجودند: هالوژن تنگستن، دیود نورافشان، قوس پلاسما و لیزر. دو تای اولی معمول ترند.

## واژه گزینی
- cure: to prepare or alter especially by chemical or physical processing for keeping or use

fish cured with salt
- سودن: صیقل دادن[۲]